# Larung Gar
Larung Gar (tibétain : བླ་རུང་སྒར་, Wylie : bla rung sgar, THL : Larung gar ; chinois : 洛若乡 ; pinyin : luòruò xiāng) est un bourg-canton du xian de Sêrtar, dans la préfecture autonome tibétaine de Garzê, dans la province du Sichuan en République populaire de Chine.

## Institut bouddhiste

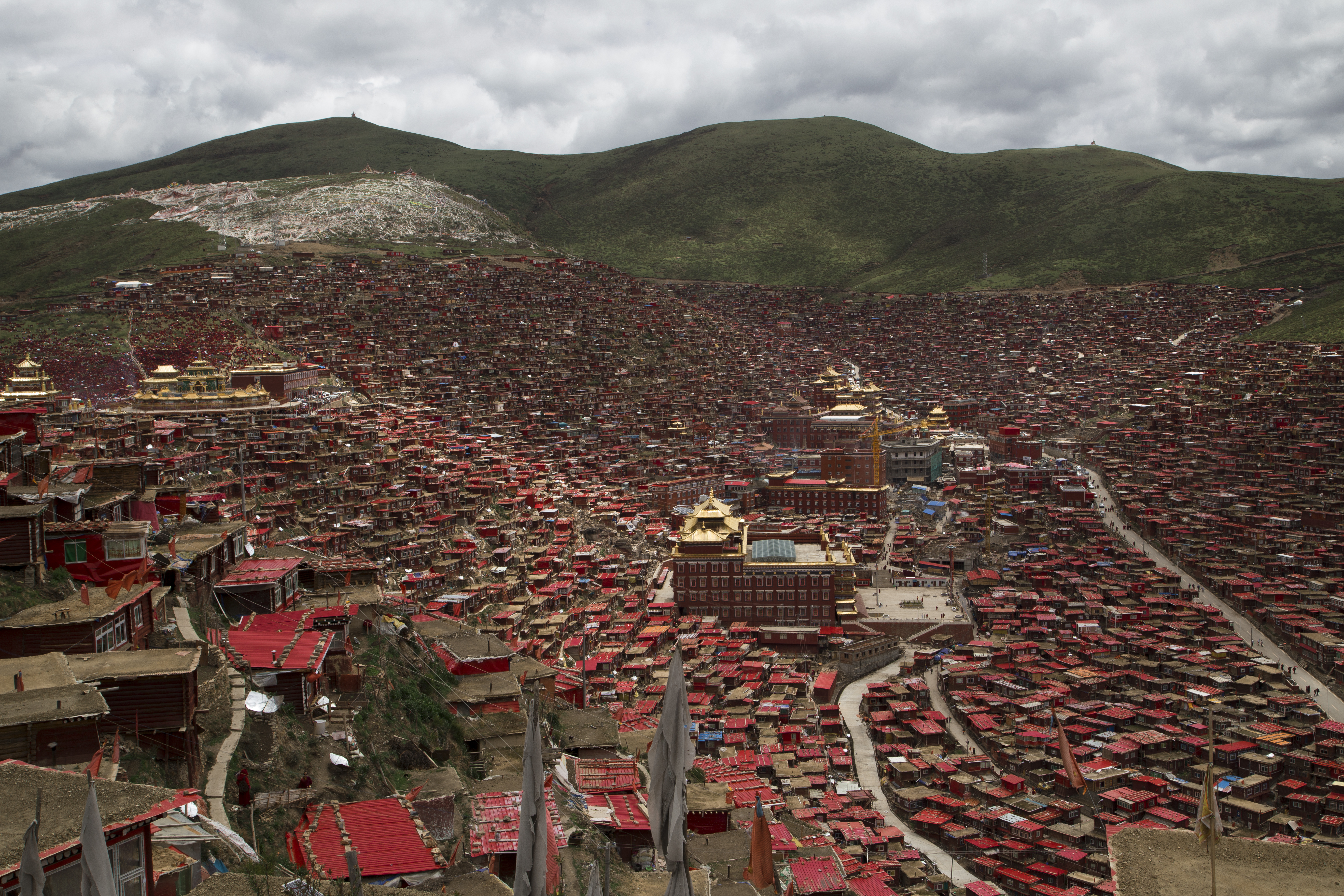
Vue de l'Institut bouddhiste de Larung Gar depuis le Nord

C'est à Larung Gar que Khenpo Jigme Phuntsok (1933-2004), lama Nyingmapa, a fondé, en 1980, l'Institut bouddhiste de Larung Gar, dont la population atteint en juin 2016, environ 10 000 personnes.